# Viktor Tjernomyrdin
Viktor Stepanovitj Tjernomyrdin (russisk: Ви́ктор Степа́нович Черномы́рдин, tr. Víktor Stepánovitj Tjernomýrdin; født 9. april 1938 i Saraktasjskij rajon, Orenburg oblast, Sovjetunionen, død 3. november 2010 i Moskva) var en russisk politiker. 
Tjernomyrdin var premierminister i Rusland fra 1992 til 1998, og fungerende premierminister i 1998. Han var en central figur i russisk politik i 1990'erne, og gav et stort bidrag til overgangen fra planøkonomi til russisk politik i dag. Han var Ruslands ambassadør i Ukraine fra 2001 til 2009. Tjernomyrdin var kendt i Rusland og russisktalende lande for sin unikke sprogstil.